# Cameron Cartio
Kamran Sabahi (persiska: کامران صباحی), känd under artistnamnet Cameron Cartio (کمران کارتيو), eller endast Cameron, född 9 april 1978 i Teheran, Iran men flyttade till Sverige 1987, är en sångare. Han har även bott i Spanien. Cameron sjunger på olika språk, allt från persiska till engelska. En låt som visar hans mångsidighet är "Henna" (med Khaled). Han har sjungit låten på persiska och spanska.
Cameron har jobbat som kock, men är dessutom artist och låtskrivare. Han gjorde debut i Melodifestivalen 2005 med "Roma". Låten, som sjungs på ett påhittat språk tog honom till "Andra chansen" där den kom på åttonde och sista plats. Därefter blev den dock en liten hit som låg i några veckor bland topp-10 på Singellistan..

## Diskografi

### Studioalbum
- 2006 – Borderless

### Singlar
- 2005 – "Roma"
- 2005 – "Henna" (tillsammans med Khaled)

## Kuriosa
Camerons bror Alec Cartio driver Atlantis Pictures som filmar musikvideor till bland annat Arash.